# Orthocladius rivulorum
Orthocladius rivulorum är en tvåvingeart som beskrevs av Jean-Jacques Kieffer 1909. Orthocladius rivulorum ingår i släktet Orthocladius och familjen fjädermyggor.
Artens utbredningsområde är Saskatchewan. Arten är reproducerande i Sverige. Inga underarter finns listade i Catalogue of Life.